# ژوینویل
ژوینویل (به پرتغالی: Joinville) یک شهر در برزیل است که در سانتا کاتارینا واقع شده‌است.

## خصوصیات
ژوینویل ۱٬۱۳۰٫۸۷۸ کیلومتر مربع مساحت و ۵۴۷٬۰۰۰ نفر جمعیت دارد و ۴ متر بالاتر از سطح دریا واقع شده‌است.

## خواهرخوانده
شهرک باکینگهام و شهر سپیشسکا نوا وس خواهرخواندهٔ ژوینویل هستند.